# James Milner
James Philip Milner, MBE (* 4. Januar 1986 in Horsforth, City of Leeds) ist ein englischer Fußballspieler. Der Mittelfeldspieler begann seine Karriere in seiner Heimatstadt beim englischen Erstligisten Leeds United. Dort erzielte er im Dezember 2002 als bis dahin jüngster Spieler ein Premier-League-Tor. Aufgrund finanzieller Engpässe wurde er im Jahre 2004 an Newcastle United verkauft. Im selben Jahr spielte er erstmals für die englische U21-Nationalmannschaft, deren Rekordspieler er mit 46 Einsätzen ist.
Nach einem Leihgeschäft wechselte Milner zur Saison 2008/09 endgültig zu Aston Villa, bei denen ihm der Durchbruch im zentralen Mittelfeld gelang. In seiner zweiten Saison wurde er zum besten Jungprofi der Premier League gewählt, sodass er als einer der Hoffnungsträger der Nationalmannschaft galt, für die er von 2009 bis 2016 aktiv war. Mit dem Team nahm er unter anderem an der WM 2010 teil und führte sie stellvertretend als Kapitän an. Im August 2010 wechselte er für eine Rekordablösesumme zum Ligakonkurrenten Manchester City, für den er dank einer Investmentgruppe in einer Mannschaft mit zahlreichen anderen Stars spielte. In der ersten Saison gewann das Team jedoch nur den FA Cup, was die hohen Erwartungen nicht erfüllte. Zur Saison 2015/16 schloss sich Milner dem FC Liverpool an.
Milner gilt als vielseitiger Spieler, der neben der Zentrale auch die Außenpositionen besetzen kann. Seine Trainer loben insbesondere seinen Willen und seine Einsatzfreude. Er gilt infolge seiner zusätzlich absolvierten Trainingseinheiten, seiner Alkoholabstinenz und seines vergleichsweise zurückhaltenden und intelligenten Wesens als Musterprofi des englischen Fußballs. Mit über 630 Einsätzen (Stand Januar 2024) belegt er derzeit in der Rangliste der Rekordspieler der Premier League den 2. Rang. Durch Einsätze in 23 unterschiedlichen Premier-League-Spielzeiten ist er Rekordhalter.

## Karriere

### Jugend und Ausbildung
James Milner wuchs in Horsforth, einem Stadtteil von Leeds, in einer Mittelstandsfamilie auf; sein Vater arbeitete als Buchhalter, seine Mutter als Immobilienmaklerin. Er besuchte die weiterführende Schule seines Heimatortes. Seine Eltern legten neben der beginnenden sportlichen Karriere großen Wert auf einen Schulabschluss. Infolgedessen erzielte er sehr gute schulische Ergebnisse und schloss seine Ausbildung mit elf GCSEs (vergleichbar mit dem deutschen Realschulabschluss) in ausgezeichneter Benotung ab. Eine besondere Auszeichnung erhielt er für seine sportlichen Leistungen, da er ebenso im Sprint, im Ausdauerlauf sowie im Cricketteam der Schule aktiv war.
Im Alter von neun Jahren wurde er von seinem Vater, der ebenfalls im höheren Amateurbereich Fußball spielte und die Spielerkarriere seines Sohnes nach Kräften förderte, bei einer Jugendmannschaft namens „Westbrook Juniors“ angemeldet. Sein Trainer, der das große Potential realisierte, meldete ihn in der Folge bei größeren Juniorenturnieren in der Umgebung an, woraufhin er bei einem dieser von einem Scout des ortsansässigen Erstligisten Leeds United entdeckt wurde. Mit seinem 10. Lebensjahr wurde er in die Jugendakademie des Vereins aufgenommen. Hinzu kam, dass er seit seiner Kindheit Fan von Leeds United war, seine Eltern Dauerkarten besaßen und er selbst bereits Balljunge im Stadion war.
Während seiner Zeit in der Akademie wurde er maßgeblich von der Vereinslegende Eddie Gray beeinflusst, der in dieser Zeit als Jugendkoordinator tätig war. Milner selbst orientierte sich stark an seinem Vorbild Alan Smith, der ebenfalls aus der Jugend von Leeds United stammt. Auch spielte er in dieser Zeit gegen spätere Nationalmannschaftskollegen wie beispielsweise Wayne Rooney. Nachdem er seine schulische Laufbahn beendet hatte, geriet er zunehmend in den Fokus von Cheftrainer Terry Venables. Selbst reflektierend berichtete Milner von seiner Jugendzeit, dass ihm insbesondere sein Vater auf dem Weg zum Profi stark unterstützt habe.

### Leeds United
Nachdem er bereits Spiele für die U-15- und U-17-Nationalmannschaft Englands absolviert hatte, kam er am 10. November 2002 zu seinem Premier-League-Debüt gegen West Ham United, als er für Jason Wilcox in den letzten sechs Minuten eingewechselt wurde. Am Boxing Day desselben Jahres, beim 2:1-Sieg gegen den AFC Sunderland, erzielte er darüber hinaus als jüngster Spieler der Geschichte ein Tor in der Premier League. Diese Marke wurde jedoch zwei Jahre später durch Evertons James Vaughan unterboten.
Nach einem Tor gegen den FC Chelsea im Januar 2003 zeigte sich dessen Trainer Claudio Ranieri beeindruckt von Milners Qualitäten, sodass er weiter in den Fokus der Medien gerückt wurde, die ihn bereits mit dem ebenfalls aufstrebenden Wayne Rooney oder dem jungen Michael Owen verglichen. Nach weiteren überzeugenden Leistungen für die Peacocks unterzeichnete er im Februar 2003 einen Fünfjahresvertrag. Um ihm in der Folgezeit weiter Spielpraxis zu gewähren, vereinbarte man mit dem Drittligisten Swindon Town zu Beginn der Saison 2003/04 ein auf ein Monat befristetes Leihgeschäft. In seinen sechs Einsätzen dort gelang ihm jeweils ein Tor gegen Peterborough United und Luton Town.
Im weiteren Verlauf der Saison zeichneten sich jedoch enorme finanzielle Schwierigkeiten für den Verein ab. Der Einzug ins Halbfinale der Champions League 2000/01 verleitete Präsident Peter Ridsdale zur Aufnahme großzügiger Kredite, die durch die Vermarktung der Fernsehrechte der kommenden Champions-League-Saisons getilgt werden sollten. Die Mannschaft jedoch verpasste die Qualifikation in den folgenden zwei Spielzeiten jeweils um einen Tabellenrang, sodass immer mehr Schlüsselspieler verkauft werden mussten, unter ihnen Rio Ferdinand, Mark Viduka und Jonathan Woodgate. Dies spülte zwar Geld in die Kassen des Vereins, machte die Mannschaft jedoch sportlich nicht mehr konkurrenzfähig, was 2004 den Abstieg in die Football League Championship bedeutete. Dadurch mussten weitere Sparmaßnahmen getroffen werden, sodass schließlich auch Milner zum Verkauf stand.
Tottenham Hotspur galt als ein Interessent, dessen Angebot Milner jedoch ausschlug, weil der Verein zu weit von seiner Heimat entfernt lag. Milner selbst wollte seinen Heimatverein nicht verlassen, jedoch standen finanzielle Aspekte im Vordergrund, sodass er schließlich für 3,6 Millionen £ „im Interesse des Klubs“, so Milner selbst, zu Newcastle United wechselte. Bei den Magpies unterschrieb er einen Fünfjahresvertrag.

### Newcastle United

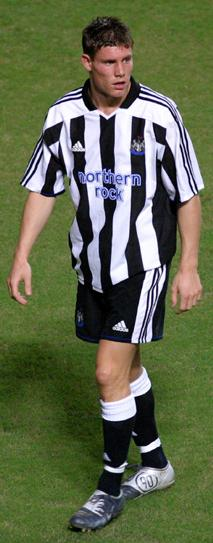
Milner im Trikot von Newcastle United (2007)

Newcastles Trainer Bobby Robson begründete die Verpflichtung des Mittelfeldmannes mit der fehlenden Konkurrenz für Laurent Robert auf der linken Außenbahn, weil man „nie wusste, was man von ihm [Robert] erwarten konnte“.
Seine ersten Einsätze für sein neues Team absolvierte Milner bei der Vorbereitungstour durch Asien gegen Thailand und gegen den Kitchee SC, gegen den er sein erstes Tor schoss. Während dieser Reise lernte er viel über den Umgang mit den Medien, insbesondere durch seinen Mannschaftskameraden Alan Shearer. Seinen ersten Ligaeinsatz hatte Milner am 18. August 2004 gegen den FC Middlesbrough, wobei er in diesem Spiel erstmals auf dem rechten Flügel agierte und nicht, wie von seiner Zeit in Leeds gewohnt, auf dem linken. Mit dem 2:0-Erfolg über den FC Bnei Sachnin im UEFA-Pokal, bei dem er für Shola Ameobi eingewechselt wurde, gab er auch sein Debüt auf internationaler Vereinsebene.
Zu seiner Zeit in Newcastle machte er mit dem Rugby-Union-Star Jonny Wilkinson Bekanntschaft, der bei den Newcastle Falcons unter Vertrag stand. Wilkinson trainierte häufiger mit ihm und wurde in Sachen Trainingsbereitschaft und Einsatzwillen zu seinem Vorbild.
Während er unter Robson, der bereits einen Monat nach dem Beginn der neuen Saison entlassen wurde, in allen Spielen in der Startelf aufgeboten wurde, änderte sich sein Status in der Mannschaft mit dessen Nachfolger Graeme Souness. Unter dem Schotten kam Milner bis Dezember 2004 nur zu Kurzeinsätzen, während er auf seine erste durchgespielte Partie bis April 2005 warten musste. Da diese Entscheidung, Milner weniger Spielpraxis zu gewähren, kontrovers diskutiert wurde, bezog Souness mit der Aussage, „mit einer Mannschaft voller James Milners würde man nichts gewinnen“, klar Stellung. Milner entgegnete daraufhin, dass er frustriert sei, meist nur als Einwechselspieler zum Zuge zu kommen.
So kam es schließlich zu Beginn der Saison 2005/06 zum Verleih von Milner, der mit Newcastles Verpflichtung von Nolberto Solano in die entgegengesetzte Richtung für ein Jahr an Ligakonkurrent Aston Villa verliehen wurde.

#### Aston Villa (Leihe)
In Birmingham traf er auf Trainer David O’Leary, der ihn bereits während seiner Zeit bei Leeds United trainiert hatte. O’Leary bekundete offen seine Freude über die Verpflichtung Milners und sagte, er hoffe, ihn weiterhin verbessern zu können.
Am 12. September 2005 gab Milner sein Premier-League-Debüt für die Villans gegen West Ham United, während er nur fünf Tage später bereits sein erstes Tor gegen Tottenham Hotspur erzielte. In der zweiten Runde des League Cups gegen die Wycombe Wanderers verhalf er seiner Mannschaft mit zwei Toren zu einem spektakulären 8:3-Erfolg, während man zur Halbzeitpause noch 1:3 in Rückstand gelegen hatte. Trotz eines für Aston Villa eher enttäuschenden Saisonverlaufs lobte Milner die Qualität der Mannschaft und bestätigte, dass er gerne über das Leihgeschäft hinaus für Villa aktiv wäre. Auch Trainer O’Leary bestärkte, dass er Milner längerfristig an den Verein binden wolle. Er lehnte sogar die Verpflichtung von Robert Huth ab, um im Falle einer Verpflichtung Milners die nötigen finanziellen Mittel zur Verfügung zu haben.
In Newcastle war jedoch der neue Trainer Glenn Roeder im Amt, der von Milners Qualitäten gleichermaßen überzeugt war und sich klar für einen Verbleib bei den Magpies aussprach. Dazu kam, dass Aston Villas Transferbudget im Sommer 2006 eingeschränkt war und man einen Spielertausch von Gareth Barry gegen Milner ablehnte. Als jedoch David O’Leary im Zuge der Übernahme des Vereins durch Milliardär Randy Lerner entlassen und Martin O’Neill als Nachfolger bekanntgegeben wurde, standen wieder weit mehr finanzielle Mittel zur Verfügung, sodass ein Wechsel wahrscheinlicher wurde. Während Newcastles Vorsitzender Freddy Shepherd einem Angebot über vier Millionen £ bereits zugestimmt hatte und die Medien den Transfer vermeldeten, lehnte Trainer Glenn Roeder den Verkauf Milners endgültig ab. Villa-Trainer O’Neill kritisierte daraufhin die Klubführung ob des Transfergebarens.

#### Rückkehr nach Newcastle
Trainer Glenn Roeder bestätigte zu Beginn der neuen Saison, dass er sehr zufrieden mit dem Verbleib von Milner sei. Als jedoch die Wintertransferperiode nahte, kamen erneut Gerüchte über einen bevorstehenden Wechsel auf, die Milner jedoch selbst aus der Welt schaffte.
In der Liga verlief die Saison für die Magpies eher enttäuschend, jedoch konnte man sich im UEFA Cup in der Gruppenphase durchsetzen. Milner selbst erzielte sein erstes Ligator erst beim 2:2 gegen Manchester United im Januar 2007, jedoch folgten in den nächsten Wochen weitere zwei, wobei alle aus größerer Distanz erzielt wurden und Milner damit sowohl seine beidfüßige Schusstechnik als auch seine Torgefahr aus der zweiten Reihe unter Beweis stellte. Seine Torgefahr wurde zudem von der Maßnahme gefördert, ihn erstmals im zentralen Mittelfeld einzusetzen. Aufgrund der überdurchschnittlichen Leistungen, die er sowohl im Verein als auch in der Nationalelf regelmäßig zeigte, verlängerte die Klubführung seinen Vertrag vorzeitig um weitere vier Jahre. Seine sportliche Entwicklung wurde mit der Einstellung von Sam Allardyce als neuen Übungsleiter der Magpies weiter vorangetrieben, da Milner unter ihm von den „besten Trainingseinheiten“, die er jemals absolviert habe, sprach. Allardyce selbst sah Milners Entwicklung ebenfalls positiv, jedoch schonte er ihn zu Beginn der Saison 2007/08, indem er ihn in erster Linie als Ersatzmann spielen ließ, da Milner in der vergangenen Spielzeit mit 52 Pflichtspielen einer starken Belastung ausgesetzt war.
Nachdem er im Oktober 2007 noch das 500. Premier-League-Heimtor für Newcastle erzielt hatte, verletzte er sich im März 2008 schwer am Sprunggelenk und fiel für den Rest der Saison aus. Nachdem zu Beginn der Sommertransferperiode erneut Gerüchte über einen bevorstehen Wechsel zum FC Liverpool aufkamen, sprach Milner selbst den Wunsch nach einem neuen Vertrag aus, der seinen Wert für den Verein widerspiegelt. Nachdem er in der neuen Saison bereits für die Magpies aufgelaufen war, kam die Vereinsführung seinem Gesuch nicht nach, sodass Milner eine Transferanfrage abgab.

### Aston Villa

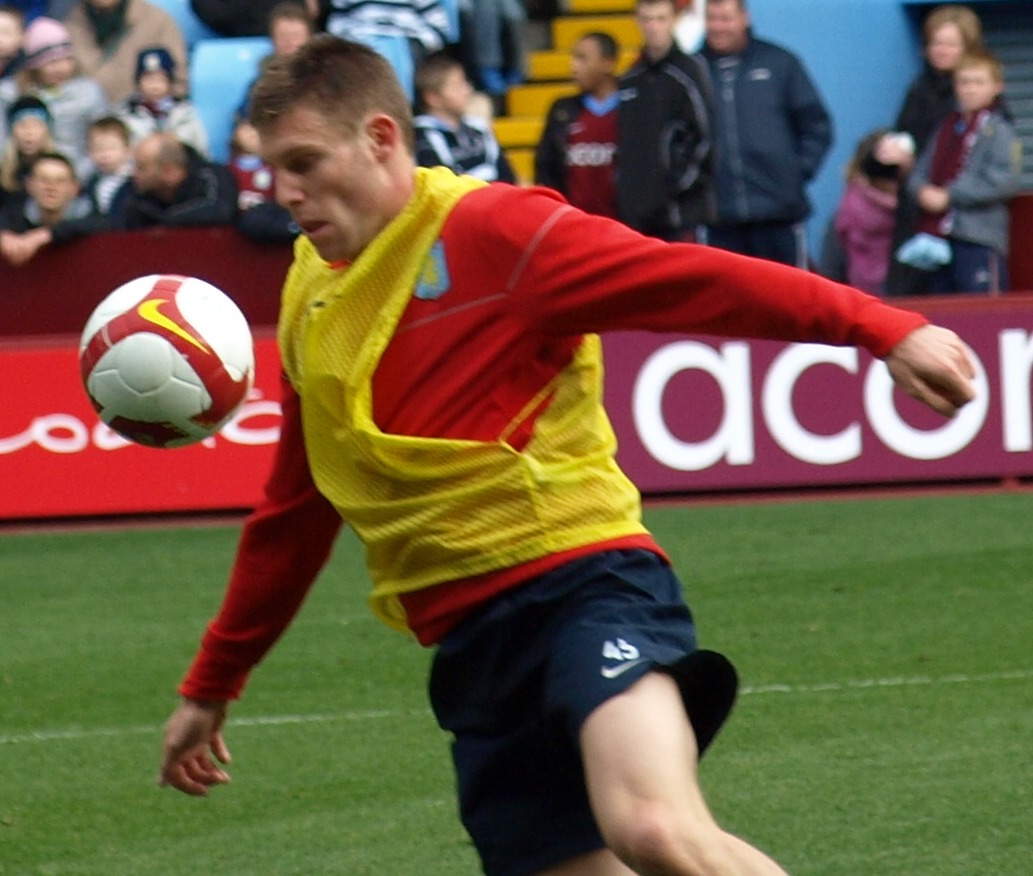
Milner im Training bei Aston Villa (2009)

Am 29. August 2008 verpflichtete sein früherer Klub Aston Villa Milner. Bei Villa unterschrieb er einen Vierjahresvertrag, wobei 12 Millionen £ Ablöse gezahlt wurden, die höchste Ablösesumme in der Geschichte des Vereins. Im Nachhinein kritisierte Milner Newcastles Vereinsführung, da die eingegangenen Angebote sowie die im Endeffekt gezahlte Ablösesumme in einem starken Missverhältnis zu seinem gezahlten Gehalt stand, sodass er sich vom Klub nicht wertgeschätzt fühlte. Trotzdem sprach er von einer Zeit in Newcastle, in der er „jede Minute genossen“ und ein gutes Verhältnis zu Trainer Sam Allardyce hatte. Für Villa-Trainer Martin O’Neill war es bereits die achte Neuverpflichtung in diesem Sommer, bei denen er insgesamt 48 Millionen £ investieren durfte und Spieler wie Carlos Cuéllar und Emile Heskey das Team verstärkten.
Seinen ersten Einsatz nach der Verpflichtung hatte Milner als Einwechselspieler beim 0:0 gegen den FC Liverpool. Im Saisonverlauf entwickelte er sich zum Stammspieler bei Aston Villa, sodass er auch von Nationaltrainer Fabio Capello nicht unbemerkt blieb und schließlich bei der 0:2-Niederlage gegen Spanien erstmals zum Kader der Three Lions gehörte. Nach der Genesung von Stewart Downing, der gemeinsam mit Ashley Young die Außenbahnen besetzte, wurde Milner ab Dezember 2009 kontinuierlich im Zentrum neben Kapitän Stilian Petrow eingesetzt. Durch diese Umstellung steigerte er seine Statistik von drei Toren und neun Vorlagen der Vorsaison auf nun sieben Treffer und zwölf Vorbereitungen. Dieser Leistungsanstieg wird als gleichbedeutend mit seinem absoluten Durchbruch angesehen. Honoriert wurde sein Leistungshoch mit der Wahl zu Englands Jungprofi des Jahres sowie mit der Aufstellung im Premier-League-Team der Saison 2009/10. Des Weiteren erreichte er mit seiner Mannschaft das Ligapokalfinale, in dem Milner selbst zum 1:0 traf, man sich im Endeffekt jedoch Manchester United mit 1:2 geschlagen geben musste. Milner selbst gestand, dass es insbesondere der Stabilität im Verein zu verdanken war, dass er gute Leistungen brachte, da er im bisherigen Verlauf seiner Karriere unter insgesamt 13 verschiedenen Trainer spielte. Nach seiner bisher überzeugendsten Spielzeit wurde Milner von den Villa-Fans zum Spieler der Saison gewählt und sein Treffer gegen den AFC Sunderland klubintern als Tor des Jahres ausgezeichnet.
Nach insgesamt 100 Premier-League-Einsätzen für Aston Villa (inklusive Leihe) bot Ligakonkurrent Manchester City, der seit der Übernahme durch eine emiratische Investmentgruppe zahlreiche große Investitionen in Spieler tätigte, im Mai 20 Millionen £ Ablöse für Milner. Diese Offerte lehnte die Vereinsführung ab. Nachdem Trainer O’Neal jegliche Transferverhandlungen negiert hatte, war es Milner selbst, der den Wunsch nach einem Transfer nach Manchester äußerte. Demzufolge stimmte Villa dem Wechsel zu, verlangte jedoch eine Ablösesumme von 30 Millionen £. Nach einem letzten Einsatz im ersten Saisonspiel gegen West Ham United, in dem er selbst traf, wurde er von den Anhängern mit frenetischem Jubel verabschiedet.

### Manchester City

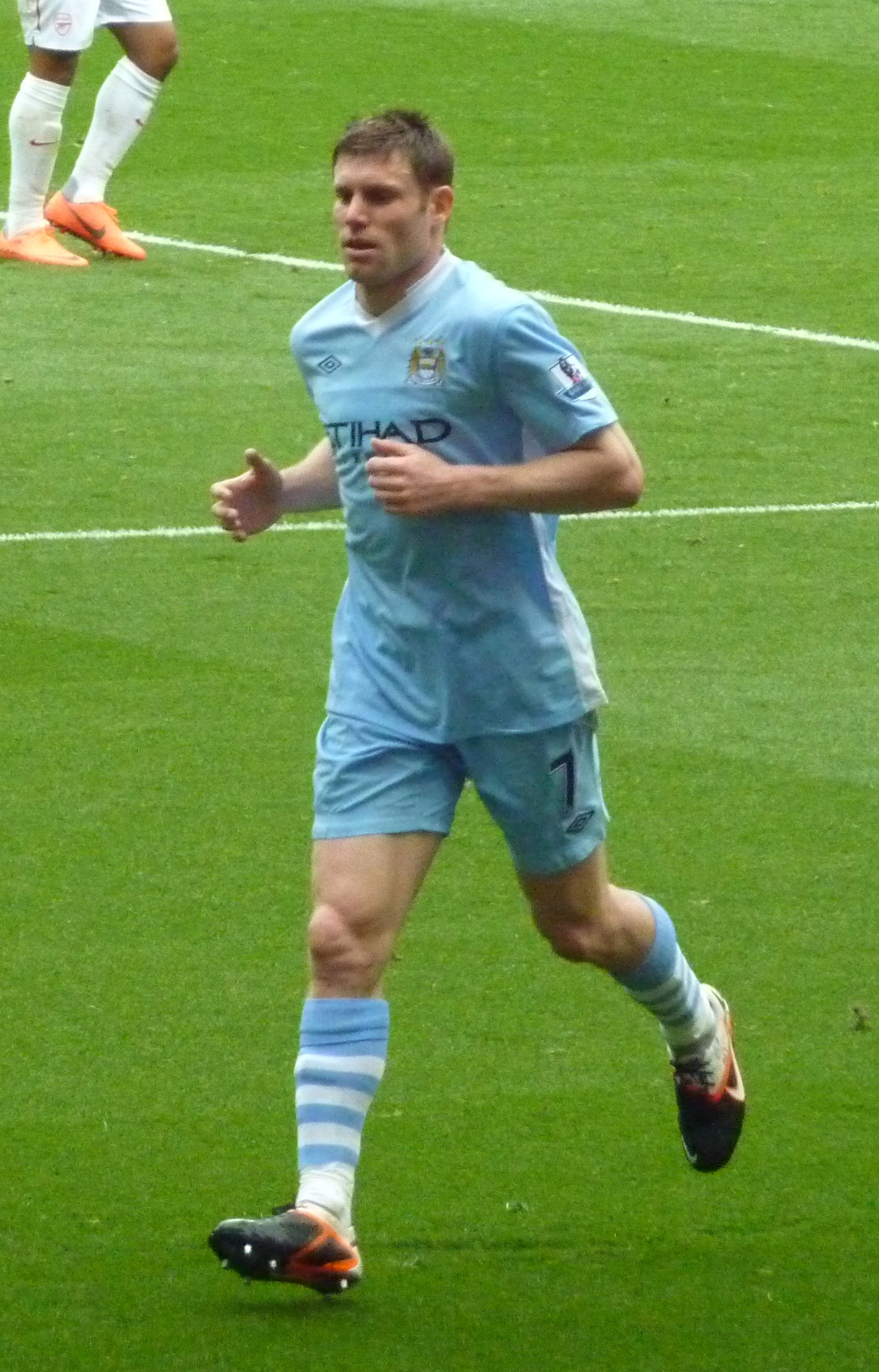
Milner im Trikot von Manchester City (2012)

Im Anschluss daran gab Manchester City die Verpflichtung des Mittelfeldakteurs bekannt, der einen Vertrag unterzeichnete, der ihm mehr als das Doppelte seines vorherigen Gehalts einbringen sollte und ihn fünf Jahre an den Verein band. Die Vertragsmodalitäten enthielten zudem den Wechsel von Stephen Ireland zu Aston Villa, sodass das Gesamtvolumen des Transfers auf 26 Millionen £ geschätzt wird. Damit wäre der Verkauf von Milner mit dem höchsten Transfererlös in der Geschichte von Aston Villa verbunden. Milner war nur eine von zahlreichen Verpflichtungen des Klubs im Sommer 2010, zu denen unter anderem David Silva, Yaya Touré und Mario Balotelli zählten. Insgesamt gab der Klub ungefähr 150 Millionen £ für neue Akteure aus. Das Ziel stellte Trainer Roberto Mancini in seinem ersten Gespräch mit Milner deutlich klar, indem er sagte, er solle sich auf den Gewinn der Premier League vorbereiten.
Sein Debüt für den neuen Verein gab Milner direkt am nächsten Spieltag beim 3:0-Erfolg seiner Mannschaft über den FC Liverpool. Dabei gab er eine Torvorlage für seinen früheren Mannschaftskollegen Gareth Barry. Im Laufe der Saison kam der Mittelfeldmann wettbewerbsübergreifend auf 42 Einsätze, jedoch wurden die Ansprüche des Trainers, den Ligatitel zu gewinnen, nicht erfüllt; man belegte am Ende den dritten Rang. Allerdings gewann die Mannschaft den FA Cup im Finale gegen Stoke City, wodurch Milner zum ersten Titelgewinn seiner Karriere kam.
In der Saison 2011/12 scheiterte die Mannschaft bereits in der Gruppenphase der Champions League und in der dritten Runde des FA Cups. Beim 2:1-Sieg über den FC Liverpool am 26. Dezember 2013 kam James Milner zu seinem 100. Ligaspiel für Manchester City, ehe die Citizens am Ende der Spielzeit die erste Meisterschaft seit 1968 feiern durften und Trainer Mancini sein Versprechen hielt, das er Milner zu Beginn seiner Zeit in Manchester gab. Nach der folgenden Saison 2012/13, die Manchester City ohne Titel beendete, wurde Roberto Mancini allerdings entlassen und Manuel Pellegrini als Nachfolger auf der Position des Cheftrainers vorgestellt. Zudem wurden erneut große Investitionen in den Kader getätigt, so verpflichtete man unter anderem Jesús Navas, Fernandinho, Stevan Jovetić und Álvaro Negredo.
Trotz der permanent hochkarätig besetzten Konkurrenz im Mittelfeld genoss Milner auch das Vertrauen des neuen Trainers Pellegrini, sodass er mit 31 Spielen sogar auf fünf Einsätze mehr als jeweils in den beiden Vorsaisons kam. Demzufolge hatte er erneut maßgeblichen Anteil am zweiten Meistertitel, den er am Ende der Saison 2013/14 mit den Citizens gewann.

### FC Liverpool
Zum 1. Juli 2015 wechselte Milner ablösefrei zum FC Liverpool, wo ihn sein Trainer Brendan Rodgers bevorzugt im zentralen Mittelfeld einsetzte. Bereits am dritten Spieltag gegen Arsenal führte Milner in Vertretung von Jordan Henderson seine Mannschaft als Kapitän auf das Feld. Dieses Amt hielt er auch in den folgenden Spielen inne, bis Henderson am 14. Spieltag nach seiner Verletzung zurückkehren konnte. Unter seinem neuen Trainer Jürgen Klopp spielte Milner zumeist auf dem rechten oder linken Flügel. In der Liga gelangen ihm fünf Tore und 11 Vorlagen. Neben 28 Einsätzen in der Premier League kam Milner in 12 Spielen in der Europa League zum Einsatz. Beim 4:3-Sieg am 14. April gegen Borussia Dortmund gelangen ihm zwei Torvorlagen, er hatte somit großen Anteil bei der erfolgreichen Aufholjagd, nachdem Liverpool bereits mit 1:3 zurücklag. Die Finalniederlage gegen den FC Sevilla bestritt Milner als Kapitän.
Milner erreicht mit Liverpool 2018 und 2019 das Finale der UEFA Champions League. Während man 2018 in Kiew Real Madrid mit 1:3 unterlag, gewann man ein Jahr später in Madrid durch einen 2:0-Erfolg über Tottenham Hotspur den Titel. Am 13. Dezember 2019 verlängerte Milner seinen Vertrag bei den Reds bis Sommer 2022. Im Dezember 2019 konnte Milner mit Liverpool die FIFA-Klub-Weltmeisterschaft 2019 gegen Flamengo Rio de Janeiro mit 1:0 nach Verlängerung gewinnen. In derselben Saison wurde er mit dem FC Liverpool Englischer Meister.

### Brighton & Hove Albion
Zur Saison 2023/24 wechselte Milner innerhalb der Premier League zu Brighton & Hove Albion. Er erhielt zunächst nur einen Vertrag bis zum Saisonende. Obwohl er nur in 20 Pflichtspielen zum Einsatz gekommen und nahezu die gesamte Rückrunde wegen einer Muskelverletzung ausgefallen ist, wurde sein Vertrag um ein weiteres Jahr verlängert.

### Nationalmannschaft

#### Junioren
Nachdem Milner bereits bei der U-17-Europameisterschaft 2003 vertreten und mit der Mannschaft im Halbfinale am späteren Sieger Portugal gescheitert war, berief ihn Trainer Les Reed bereits im Alter von 17 Jahren in das Aufgebot für die U-20-Weltmeisterschaft 2003 in den Vereinigten Arabischen Emiraten. Beim dortigen Vorrundenaus blieb er ohne Einsatz. Nach nur sechs weiteren Spielen für die U-20, in denen ihm vier Tore gelangen, wurde er von Trainer David Platt bereits in die U-21 beordert, in der er schließlich am 30. März 2004 sein Debüt gegen Schweden gab. Im Zuge der Qualifikation zur U-21-Europameisterschaft 2007 gelang Milner im Spiel gegen Wales sein erstes Tor für die Young Lions, zumal er in diesem Spiel erstmals im zentralen Mittelfeld eingesetzt wurde, ähnlich wie es in seinen Vereinen ebenso der Fall war. Der Mannschaft gelang die Qualifikation zur EM 2007, bei der man im Halbfinale gegen die Niederlande in einem 12:13-Elfmeterkrimi ausschied. Milner traf in diesem zwei Mal vom Punkt und konnte im gesamten Turnierverlauf überzeugen, sodass A-Nationalmannschaftstrainer Steve McClaren erwog, ihn in einem Testspiel gegen Deutschland einsetzen. Im Endeffekt wurde er vorerst nicht berücksichtigt.
Insgesamt absolvierte Milner 46 Spiele für die U-21 Englands, wobei die große Anzahl auf sein geringes Einstiegsalter in die Mannschaft zurückzuführen ist. Des Weiteren hält er damit den Rekord für die meisten Einsätze eines Spielers für die Young Lions. In diesem Zusammenhang wurde in den Medien bereits von einem „Fluch“ berichtet, den einige Spieler mit vielen Einsätzen in Juniorenmannschaften Englands ereilte. Ihm wurde das gleiche Schicksal wie beispielsweise Jamie Carragher oder Scott Carson vorausgesagt, denen nach einer Erfolg versprechenden Juniorenkarriere nie der Durchbruch in der A-Nationalmannschaft gelang. Sein letztes Spiel absolvierte er im Finale der U-21-EM 2009, bei der die Mannschaft Deutschland mit 0:4 unterlag.

#### Senioren

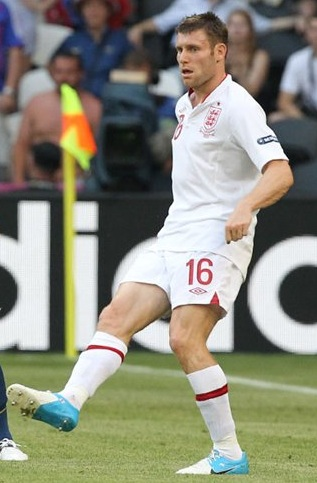
James Milner im Spiel Frankreich gegen England bei der EM 2012

Bereits am 12. August 2009 kam der Mittelfeldmann zu seinem Einstand in der A-Nationalmannschaft seines Landes, als er bei einem 2:2 im Freundschaftsspiel gegen die Niederlande den Endstand durch Jermain Defoe vorbereitete. Mit der Mannschaft nahm er an der Endrunde der WM 2010 in Südafrika teil, bei der er im Eröffnungsspiel in der Startaufstellung stand, jedoch noch in der ersten Halbzeit ausgewechselt wurde. Im folgenden Gruppenspiel gegen Algerien bekam Gareth Barry den Vorzug im zentralen Mittelfeld, während Milner selbst wieder im letzten Vorrundenspiel gegen Slowenien zum Einsatz kam und das für das Weiterkommen entscheidende 1:0 von Defoe vorbereitete. Trainer Capello setzte ihn ebenfalls im anschließenden Achtelfinale gegen Deutschland ein, bei dem Milner jedoch nach einer Stunde ausgewechselt wurde und die Mannschaft mit 1:4 ausschied. Im November 2010 trug er erstmals die Kapitänsbinde, nachdem der etatmäßige Spielführer Steven Gerrard in der Partie gegen Frankreich ausgewechselt wurde.
Mit den Three Lions qualifizierte er sich für die EM 2012 und stand dort in allen vier Spielen in der Startelf, ehe man im Achtelfinale nach Elfmeterschießen am späteren Finalteilnehmer Italien scheiterte. In den folgenden Jahren blieb Milner ein fester Bestandteil der Nationalmannschaft, spielte regelmäßig und stand im endgültigen 23-Mann-Kader Englands für die WM 2014 in Brasilien.
Bei der Fußball-Europameisterschaft 2016 in Frankreich wurde er in das englische Aufgebot aufgenommen. Sein einziger Einsatz war die Einwechslung in den Schlussminuten beim Auftaktspiel gegen Russland. Am 5. August erklärte er seinen Rücktritt aus der Nationalmannschaft.

## Spielweise
Milner wird als der klassische Mittelfeldmann angesehen, der in der Lage ist, seine Mitspieler durch exakte Pässe in Szene zu setzen. Er kann dabei sowohl auf dem Flügel als auch im Zentrum agieren, wobei er bei personellen Engpässen auch die Rolle des Rechtsverteidigers übernehmen kann. Er gilt allgemein als beidfüßiger Spieler, der sowohl mit rechts als auch mit links eine hohe Präzision bei Pässen und Schüssen erreicht. In seinen bisherigen Vereinen ist er häufig für die Ausführung von Standardsituationen verantwortlich, die ihm ebenfalls den Ruf eines guten Vorbereiters verliehen. Sowohl in der regulären Spielzeit als auch im Elfmeterschießen zeigt Milner eine große Treffsicherheit vom Punkt. Von seinen früheren Trainern wird ihm auch eine hohe Laufbereitschaft und die nötige Aggressivität in Zweikämpfen zugesprochen.
Im psychischen Bereich wird er besonders für seine Spielübersicht und -intelligenz gelobt, die herausragend ist. Zudem gilt Milner als ein sehr fairer Spieler, der wettbewerbsübergreifend in 400 Einsätzen keinen Platzverweis erhielt. Oft wird der Mittelfeldmann als Musterbeispiel für einen Fußballprofi tituliert, der mit großer Einsatzfreude und Trainingsbereitschaft besticht. Sein Trainer aus der Zeit in Newcastle, Glenn Roeder, beschrieb sein Trainingsverhalten mit den Worten:

“Most professional footballers […] know they could have worked harder and been better but not James. Frank Lampard is the only other player I’ve managed who does as much extra training.”

 Sein U-21 Trainer Peter Taylor meinte indes, er hätte Probleme gehabt, ihn aus der Sporthalle hinauszubekommen. Milner ist zudem seit seiner Jugend alkoholabstinent.

## Titel und Auszeichnungen
International
- Champions-League-Sieger: 2019 (FC Liverpool)
- Klub-Weltmeister: 2019 (FC Liverpool)
- UEFA-Super-Cup-Sieger: 2019 (FC Liverpool)

England
- Meister (3): 2012, 2014 (beide Manchester City), 2020 (FC Liverpool)
- Pokalsieger (2): 2011 (Manchester City), 2022 (FC Liverpool)
- Ligapokalsieger (2): 2014 (Manchester City), 2022 (FC Liverpool)
- Supercupsieger (2): 2012 (Manchester City), 2022 (FC Liverpool)

Auszeichnungen 
- PFA Young Player of the Year: 2009/10
- Premier-League-Team des Jahres: 2009/10
- Mannschaft des Turniers: U-21-EM 2009